# Anthony Johnson (lottatore)
Anthony Kewoa Johnson (Dublin, 6 marzo 1984 – 13 novembre 2022) è stato un lottatore di arti marziali miste statunitense. Ha combattuto nella divisione dei pesi mediomassimi per l'organizzazione statunitense UFC.
Oltre che per la potenza dei suoi colpi era noto anche per la sua grande abilità nel taglio del peso, tanto che pur essendo un mediomassimo naturale è riuscito a combattere per buona parte della propria carriera anche nei pesi welter. Al momento della scissione con UFC era considerato il contendente numero uno nella divisione dei mediomassimi secondo i ranking ufficiali della UFC.

## Biografia
Nel 2011 è apparso nel film Warrior di Gavin O'Connor, interpretando il lottare Orlando "Midnight" Le.
Il 13 novembre 2022 è deceduto a causa di una patologia del sistema immunitario.

## Caratteristiche tecniche
Johnson vantava un ottimo background nella lotta, essendo stato campione NJCAA nel 2004 nella divisione fino alle 174 libbre, a cui univa una grande potenza fisica, tale da permettergli di trovare il KO anche con un solo pugno, e una prestanza fisica davvero notevole.

## Carriera nelle arti marziali miste

### Inizi
Johnson debuttò come professionista nel 2006 nella divisione dei pesi welter con una vittoria in un incontro per una piccola promozione della California. Lo stesso anno vinse un torneo ad eliminazione diretta sconfiggendo due avversari nella stessa giornata in un evento tenutosi nel Colorado e tanto bastò per ottenere una chiamata dalla UFC.

### Ultimate Fighting Championship
Rumble debuttò in UFC nel giugno 2007 all'evento UFC Fight Night: Stout vs Fisher, venendo chiamato a rimpiazzare l'infortunato Steve Bruno a meno di una settimana dal match. Johnson sconfisse per KO in soli 13 secondi Chad Reiner, ma tre mesi dopo incappò nella prima sconfitta in carriera venendo sottomesso da Rich Clementi.
Nel 2008 ottenne un'altra vittoria per KO contro Tom Speer ed ebbe un doppio confronto con l'esperto di BJJ Kevin Burns: nel primo incontro Johnson venne più volte colpito agli occhi dall'avversario e venne quindi sconfitto per TKO in quanto fu costretto a dare forfait, ma nel rematch vinse per mezzo di uno spettacolare calcio alla testa ottenendo il riconoscimento Knockout of the Night.
Nel 2009 sconfisse per KO tecnico Luigi Fioravanti e successivamente avrebbe dovuto affrontare Matt Brown, ma quest'ultimo s'infortunò e Johnson tornò nell'ottagono più tardi contro il campione GCM Yoshiyuki Yoshida: Rumble mancò clamorosamente il limite di peso di ben cinque libbre, ma l'incontro si svolse comunque e Johnson vinse per KO. Nemmeno un mese dopo affrontò il top fighter di categoria Josh Koscheck venendo sconfitto per sottomissione durante il secondo round, con entrambi gli atleti che vennero premiati con il riconoscimento Fight of the Night.
In seguito Rumble patì diversi infortuni per tutto il 2010 e tornò a lottare solamente nel marzo 2011 contro l'ex contendente al titolo Dan Hardy, vincendo per decisione unanime; avrebbe poi dovuto affrontare Nate Marquardt, ma Johnson diede forfait per infortunio e in ottobre sconfisse con un calcio alla testa Charlie Brenneman ottenendo il premio Knockout of the Night.
Nel 2012 Johnson iniziò a patire seri problemi dovuti al taglio del peso e decise così di salire nella divisione dei pesi medi ed affrontare l'ex campione dei pesi mediomassimi Vítor Belfort: Johnson mancò il peso di ben undici libbre, in quanto i dottori gli impedirono di disidratarsi ulteriormente, ma nonostante ciò l'incontro si tenne comunque; il vantaggio nel peso, tuttavia, non lo aiutò e venne sconfitto da Belfort per sottomissione. In seguito a tale sconfitta e alla sua negligenza nel rientrare nei limiti di peso, la UFC prese la decisione di licenziarlo.

### Titan FC e XFN
In seguito al licenziamento Johnson firmò un contratto con la Titan FC ed affrontò l'altro ex UFC David Branch in un incontro di pesi medi: i problemi per Johnson nel taglio del peso si ripresentarono e così il match fu un catchweight a 195 libbre che Johnson vinse nettamente per decisione unanime. In seguito a tale fatto Rumble decise di salire ulteriormente di categoria entrando nei pesi mediomassimi e nell'agosto del 2012 sconfisse Esteves Jones per KO tecnico.
Lo stesso anno lottò per la promozione locale Xtreme Fight Night sconfiggendo l'ex UFC e pluridecorato lottatore Jake Rosholt.

### World Series of Fighting
Sul finire del 2012 Rumble firma un contratto con la neonata ed ambiziosa organizzazione World Series of Fighting: esordisce in novembre sconfiggendo per KO l'ex campione dei pesi massimi Cage Warriors D.J. Linderman, mentre nel 2013 combatte per la prima volta nei massimi contro l'ex campione UFC Andrei Arlovski, vincendo per decisione unanime.
Avrebbe poi dovuto affrontare l'ex Strikeforce Mike Kyle nel settembre 2013, ma Johnson s'infortunò e il match venne posticipato al 2014: Rumble s'impose per KO in poco più di due minuti.

### Ritorno in UFC
Nel febbraio 2014 la UFC offrì un nuovo contratto a Rumble e gli diede immediatamente la possibilità di sfidare il numero 4 dei ranking dei mediomassimi Phil Davis: Johnson era nettamente sfavorito, ma nonostante ciò riuscì a realizzare il clamoroso upset grazie alla sua buona kickboxing e ad una difesa dai takedown impeccabile. Tre mesi dopo mise velocemente KO anche il veterano Antônio Rogério Nogueira, venendo premiato con il riconoscimento Performance of the Night.

### Sospensione e occasioni per il titolo
In settembre la UFC, in virtù del proprio regolamento etico, sospese Johnson per circa due mesi perché accusato di aver picchiato l'ex moglie nel 2012; tornò a combattere nel gennaio 2015 in Svezia, dove ottenne l'allora più importante vittoria della carriera riuscendo a mettere KO il contendente numero uno e beniamino di casa Alexander Gustafsson, meritandosi così il premio Performance of the Night e la possibilità di sfidare il campione in carica Jon Jones.
Il 23 maggio 2015 avrebbe dovuto affrontare Jones, ma un mese prima dell'incontro questi venne privato del titolo e sospeso dalla UFC dopo aver provocato un incidente stradale senza prestare soccorso; al suo posto affrontò l'ex campione dei pesi massimi Strikeforce Daniel Cormier in un match valido per il titolo vacante: nei primi secondi del match Johnson riuscì a connettere con alcune combinazioni ma successivamente, a causa del suo enorme svantaggio nella lotta, venne atterrato più volte da Cormier, che grazie a ciò mise a segno un devastante ground and pound. La situazione si ripresentò anche nel terzo round e, a poco più di due minuti del medesimo, Johnson venne sottomesso con una rear-naked choke.
A settembre avrebbe dovuto affrontare il polacco Jan Błachowicz, ma il 30 luglio Johnson venne rimosso dall'incontro per poter affrontare Jimi Manuwa allo stesso evento: dopo un primo round dominato al tappeto, Johnson ottenne una splendida vittoria per KO al secondo round. Con questa vittoria raggiunse la quarta posizione per il maggior numero di KO in UFC e ottenne anche il riconoscimento Performance of the Night.
A gennaio 2016 affrontò Ryan Bader nel main event di UFC on Fox 18 in una probabile eliminatoria per il titolo: nei primi secondi Bader tentò immediatamente di portare Johnson al tappeto, ma quest'ultimo riuscì a difendersi dal takedown portandosi in una posizione dominante; Bader, per evitare di trovarsi in una posizione sfavorevole, tentò di effettuare una kimura, ma ancora una volta Johnson si difese egregiamente e portandosi alle spalle dell'avversario pose fine al match per KO con un devastante ground and pound. Ottenne così il suo quarto riconoscimento come Performance of the Night.
Il 23 luglio 2016 avrebbe dovuto affrontare il brasiliano Glover Teixeira, ma Johnson venne rimosso dalla card per problemi personali; la UFC decise quindi spostare il match al 20 agosto per UFC 202: Johnson vinse l'incontro in soli 13 secondi, mettendo a segno un potente montante destro che pose fine al match per KO; con questa vittoria ottenne un altro premio Performance of the Night.
Il rematch valido per il titolo contro Cormier avrebbe dovuto tenersi il 10 dicembre all'evento UFC 206, ma il 25 novembre Cormier subì un infortunio e l'incontro venne posticipato; il match si tenne quindi l'8 aprile all'evento UFC 210: Johnson perse per sottomissione al secondo round e alla fine del match annunciò il suo ritiro dalle MMA.
Combatté per l'ultima volta il 7 maggio 2021 sconfiggendo in due round il brasiliano José Augusto Azevedo.

## Risultati nelle arti marziali miste
| Risultato | Record | Avversario               | Metodo                             | Evento                                                 | Data              | Round | Tempo | Città                        | Note                                                      |
| --------- | ------ | ------------------------ | ---------------------------------- | ------------------------------------------------------ | ----------------- | ----- | ----- | ---------------------------- | --------------------------------------------------------- |
| Vittoria  | 23-6   | José Augusto Azevedo     | KO (pugno)                         | Bellator 258                                           | 7 maggio 2021     | 2     | 1:30  | Uncasville, Stati Uniti      | Quarto di finale per il titolo pesi mediomassimi Bellator |
| Sconfitta | 22-6   | Daniel Cormier           | Sottomissione (rear-naked choke)   | UFC 210: Cormier vs Johnson 2                          | 8 aprile 2017     | 2     | 3:37  | Buffalo, Stati Uniti         | Per il titolo dei pesi mediomassimi UFC                   |
| Vittoria  | 22-5   | Glover Teixeira          | KO (pugno)                         | UFC 202: Diaz vs. McGregor 2                           | 20 agosto 2016    | 1     | 0:13  | Las Vegas, Stati Uniti       | Performance of the Night                                  |
| Vittoria  | 21-5   | Ryan Bader               | KO (pugni)                         | UFC on Fox: Johnson vs. Bader                          | 30 gennaio 2016   | 1     | 1:26  | Newark, Stati Uniti          | Performance of the Night                                  |
| Vittoria  | 20-5   | Jimi Manuwa              | KO (pugni)                         | UFC 191: Johnson vs. Dodson 2                          | 5 settembre 2015  | 2     | 0:28  | Las Vegas, Stati Uniti       | Performance of the Night                                  |
| Sconfitta | 19-5   | Daniel Cormier           | Sottomissione (rear-naked choke)   | UFC 187: Johnson vs. Cormier                           | 23 maggio 2015    | 3     | 2:39  | Las Vegas, Stati Uniti       | Per il titolo dei pesi mediomassimi UFC                   |
| Vittoria  | 19-4   | Alexander Gustafsson     | KO Tecnico (pugni)                 | UFC on Fox: Gustafsson vs. Johnson                     | 24 gennaio 2015   | 1     | 1:09  | Stoccolma, Svezia            | Performance of the Night                                  |
| Vittoria  | 18-4   | Antônio Rogério Nogueira | KO (pugni)                         | UFC on Fox: Lawler vs. Brown                           | 26 luglio 2014    | 1     | 0:44  | San Jose, Stati Uniti        | Performance of the Night                                  |
| Vittoria  | 17–4   | Phil Davis               | Decisione (unanime)                | UFC 172: Jones vs. Teixeira                            | 26 aprile 2014    | 3     | 5:00  | Baltimora, Stati Uniti       |                                                           |
| Vittoria  | 16–4   | Mike Kyle                | KO (pugno)                         | WSOF 8: Gaethje vs. Patishnock                         | 18 gennaio 2014   | 1     | 2:03  | Hollywood, FL, Stati Uniti   | Ritorno ai pesi mediomassimi                              |
| Vittoria  | 15–4   | Andrei Arlovski          | Decisione (unanime)                | WSOF 2: Arlovski vs. Johnson                           | 23 marzo 2013     | 3     | 5:00  | Atlantic City, Stati Uniti   | Incontro di pesi massimi                                  |
| Vittoria  | 14–4   | D.J. Linderman           | KO (pugno)                         | WSOF 1: Arlovski vs. Cole                              | 3 novembre 2012   | 1     | 3:58  | Las Vegas, Stati Uniti       |                                                           |
| Vittoria  | 13–4   | Jake Rosholt             | KO (calcio alla testa)             | Xtreme Fight Night 9                                   | 21 settembre 2012 | 2     | 4:22  | Tulsa, Stati Uniti           |                                                           |
| Vittoria  | 12–4   | Esteves Jones            | KO Tecnico (pugni)                 | Titan FC 24: Johnson vs. Jones                         | 24 agosto 2012    | 2     | 0:51  | Kansas City, KS, Stati Uniti | Passa ai pesi mediomassimi                                |
| Vittoria  | 11–4   | David Branch             | Decisione (unanime)                | Titan FC 22: Johnson vs. Branch                        | 25 maggio 2012    | 3     | 5:00  | Kansas City, KS, Stati Uniti | Incontro catchweight (195 libbre)                         |
| Sconfitta | 10–4   | Vítor Belfort            | Sottomissione (rear naked choke)   | UFC 142: Aldo vs. Mendes                               | 14 gennaio 2012   | 1     | 4:49  | Rio de Janeiro, Brasile      | Passa ai pesi medi; incontro catchweight (197 libbre)     |
| Vittoria  | 10–3   | Charlie Brenneman        | KO Tecnico (calcio alla testa)     | UFC Live: Cruz vs. Johnson                             | 1º ottobre 2011   | 1     | 2:49  | Washington, Stati Uniti      | KO of the Night                                           |
| Vittoria  | 9–3    | Dan Hardy                | Decisione (unanime)                | UFC Fight Night: Nogueira vs. Davis                    | 26 marzo 2011     | 3     | 5:00  | Seattle, Stati Uniti         |                                                           |
| Sconfitta | 8–3    | Josh Koscheck            | Sottomissione (rear naked choke)   | UFC 106: Ortiz vs. Griffin 2                           | 21 novembre 2009  | 2     | 4:47  | Las Vegas, Stati Uniti       | Fight of the Night                                        |
| Vittoria  | 8–2    | Yoshiyuki Yoshida        | KO (pugno)                         | UFC 104: Machida vs. Shogun                            | 24 ottobre 2009   | 1     | 0:41  | Los Angeles, Stati Uniti     | Incontro catchweight (176 libbre)                         |
| Vittoria  | 7–2    | Luigi Fioravanti         | KO Tecnico (pugni)                 | UFC Fight Night: Lauzon vs. Stephens                   | 7 febbraio 2009   | 1     | 4:39  | Tampa, Stati Uniti           |                                                           |
| Vittoria  | 6–2    | Kevin Burns              | KO (calcio alla testa)             | The Ultimate Fighter: Team Nogueira vs Team Mir Finale | 13 dicembre 2008  | 3     | 0:28  | Las Vegas, Stati Uniti       | KO of the Night                                           |
| Sconfitta | 5–2    | Kevin Burns              | KO Tecnico (infortunio all'occhio) | UFC Fight Night: Silva vs Irvin                        | 19 luglio 2008    | 3     | 3:35  | Las Vegas, Stati Uniti       |                                                           |
| Vittoria  | 5–1    | Tom Speer                | KO (pugni)                         | UFC Fight Night: Florian vs. Lauzon                    | 2 aprile 2008     | 1     | 0:51  | Broomfield, Stati Uniti      |                                                           |
| Sconfitta | 4–1    | Rich Clementi            | Sottomissione (rear naked choke)   | UFC 76: Knockout                                       | 22 settembre 2007 | 2     | 3:05  | Anaheim, Stati Uniti         | Incontro catchweight (177 libbre)                         |
| Vittoria  | 4–0    | Chad Reiner              | KO (pugni)                         | UFC Fight Night: Stout vs Fisher                       | 12 giugno 2007    | 1     | 0:13  | Hollywood, FL, Stati Uniti   | Debutto in UFC                                            |
| Vittoria  | 3–0    | Keith Wilson             | Decisione (maggioranza)            | Rocky Mountain Nationals: Demolition                   | 16 settembre 2006 | 2     | 5:00  | Denver, Stati Uniti          | Vince il torneo dei pesi welter RMN                       |
| Vittoria  | 2–0    | Rich Moskowitz           | Decisione (unanime)                | Rocky Mountain Nationals: Demolition                   | 16 settembre 2006 | 2     | 5:00  | Denver, Stati Uniti          | Torneo dei pesi welter RMN, Semifinale                    |
| Vittoria  | 1–0    | Jonathan Romero          | KO Tecnico (pugni)                 | Pangea Fights 2: Live MMA                              | 16 agosto 2006    | 1     | 1:09  | Hollywood, CA, Stati Uniti   |                                                           |